# Elezioni governatoriali nell'oblast' di Murmansk del 2019
Le elezioni governatoriali nell'oblast' di Murmansk del 2019 si sono tenute l'8 settembre.

## Risultati
| Candidati                    | Liste                                                 | Voti    | %     |
| ---------------------------- | ----------------------------------------------------- | ------- | ----- |
| Andrej Vladimirovič Čibis    | Russia Unita                                          | 124.429 | 60,07 |
| Maksim Andreevič Belov       | Partito Liberal-Democratico di Russia                 | 37.842  | 18,27 |
| Michail Vasil'evič Antropov  | Partito Comunista della Federazione Russa             | 23.576  | 11,38 |
| Vasilij Anatol'evič Burov    | Russia Giusta                                         | 6.372   | 3,08  |
| Gennadij Grigor'evič Tupikin | Partito Russo dei Pensionati per la Giustizia Sociale | 5.386   | 2,60  |
| Vitalij Anatol'evič Izmajlov | Piattaforma Civica                                    | 3.463   | 1,67  |
| Totale                       | Totale                                                | 201.068 |       |
| Voti non validi              | Voti non validi                                       | 6.062   | 2,93  |
| Totale                       | Totale                                                | 207.130 | 100   |